# Lenguas algonquinas de las praderas
Las lenguas algonquinas de las llanuras son un subgrupo de la familia de lenguas algonquinas, que a su vez es la principal división de las lenguas álgicas. Aunque frecuentemente se usa esta agrupación para clasificar a estas lenguas, las lenguas algonquinas de las llanuras no constituyen un grupo filogenético sino una agrupación geográfica conveniente.

## Clasificación
La siguiente lista muestra las lenguas algonquinas de las llanuras con sus correspondientes dialectos y subdialectos. Esta clasificación se debe a Goddard (1996, 2001) y Mithun (1999).
1. Siksiká (también conocido como piesnegros)

2. Lenguas atsina-arapahoes
i. Arapaho-Atsina
- Arapaho (también Arapahoe o Arapafoe)

- Besawunena (†)
- Ha’anahawunena (†)

- Gros Ventre (también conocido como Atsina, Aáni, Ahahnelin, Ahe, A'aninin, A'ane, or A'ananin)

ii. Nawathinehena (†)
3. Cheyene
- Cheyene
- Sutaio (también conocido como Soʼtaaʼe) (†)

## Descripción lingüística
Las lenguas algonquinas de las llanuras muestran importantes divergencias respecto al proto-algonquino tanto a nivel fonológico como léxico, como se muestra en los siguientes ejemplos:
Proto-Algonquino *keriwa 'águila' > Cheyene netse; Proto-Algonquian *weθali 'su marido' > Arapaho ííx,
PA *nepyi 'agua' > Gros Ventre níc, *wa·poswa 'liebre' > Arapaho nóóku,
PA *maθkwa 'oso' > Arapaho wox y PA *sakime·wa 'mosca' > Arapaho noubee.
PA *eθkwe·wa 'mujer' > Arapaho hisei, Blackfoot aakííwa, Cheyene hé’e y Gros Ventre iiθe.

### Comparación léxica
Los numerales para diferentes lenguas algonquinas de las llanuras son:
| GLOSA | Atsina-Arapaho | Atsina-Arapaho   | Atsina-Arapaho       | Siksiká (Pies negros) | Cheyene    | PROTO- ALGONQUINO |
| GLOSA | Arapaho        | Gros Ventre      | PROTO-ATSINA ARAPAHO | Siksiká (Pies negros) | Cheyene    | PROTO- ALGONQUINO |
| ----- | -------------- | ---------------- | -------------------- | --------------------- | ---------- | ----------------- |
| '1'   | tʃɛ́ːsɛj        | kjɛːθejʔɔ        | *kjɔː-šej            | niʔtók͡sa              | nõʔka      | *ne-kot           |
| '2'   | nɪ́ːs           | nɪ́ːθʔɛ           | *niːs-               | náːtoʔka              | nèxa       | *niːšwi           |
| '3'   | nɛ́ːsɔ          | nɛ́ːθʔɛ           | *nɛːs-               | niː(w)ókska           | naʔha      | *neʔθwi           |
| '4'   | jɛ́ɪn           | jɛ́ːnʔɛ           | *jɛ́ːn-               | nisó                  | nèva       | *nyeːwi           |
| '5'   | jɔːθɔ́n         | jɔːtɔ́nʔɛ         | *jɔːθɔn-             | nisitó                | nóhona     | *nyaːɬanwi        |
| '6'   | nɪ́ːtɔːtɔx      | néɪkjɔːtɔsʔɪ     | *ne-kjɔː-tɔskɪ       | náːo                  | naesóhtoha | *ne-kot-waːšika   |
| '7'   | nɪ́ːsɔːtɔx      | nɪ́ːθɔːtɔ́sʔɪ      | *niːsɔ-tɔskɪ         | ixkit͡síka             | néso̊htoha  |                   |
| '8'   | nɛ́ːsɔːtɔx      | nɛ́ːθɔːtɔ́sʔɪ      | *nɛːsɔ-tɔskɪ         | nániso                | naʔnóhtoha | *neʔθ-waːšika     |
| '9'   | θɪ́ʔɔtɔx        | ʔɛːhɛːbétɔːtɔsʔɪ |                      | piːxksːó              | sóːhtoha   |                   |
| '10'  | bɛ́tɛːtɔx       | bétɔːtɔsʔɪ       | *betɔː-tɔskɪ         | kiːpó                 | måhtóhtoha | *metaːtahθe       |